# Scott Galloway (Ökonom)

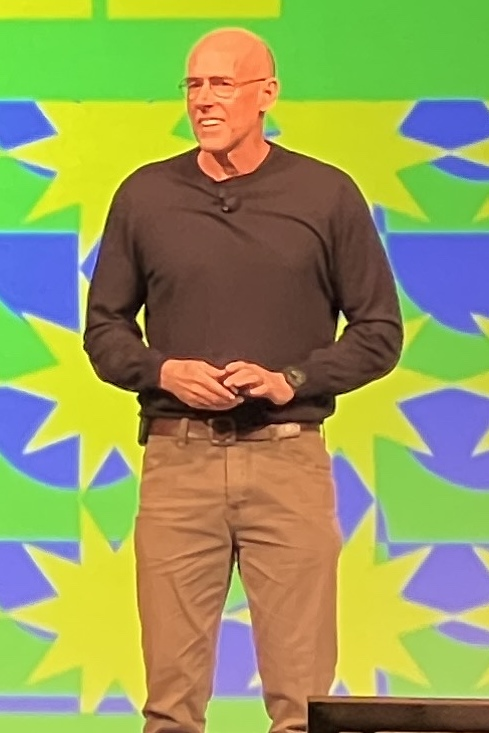
Scott Galloway (März 2022)

Scott Galloway (* 3. November 1964) ist Professor für Marketing an der Stern School of Business der New York University und ein öffentlicher Redner, Autor und Unternehmer.

## Leben
Scott Galloway wuchs in Los Angeles, Kalifornien als Sohn von immigrierten Eltern auf. Er besuchte die UCLA, wo er 1987 den Bachelor of Arts in Wirtschaftswissenschaften erwarb, und die UC Berkeley Haas School of Business, die er 1992 mit einem MBA abschloss. Nach seinem ersten Abschluss arbeitete er als Analyst bei der US-Investmentbank Morgan Stanley.
Im Jahr 1992 gründete er Prophet, eine Marken- und Marketingberatungsfirma, die über 400 Fachleute in den Vereinigten Staaten, Europa und Asien beschäftigte und später an die japanische Agentur Dentsu verkauft wurde. 1997 gründete Galloway Red Envelope, eine der ersten E-Commerce-Sites.
2005 gründete Galloway die Digital Intelligence-Firma L2 Inc., die im März 2017 von Gartner für 155 Millionen Dollar erworben wurde. Im selben Jahr gründete er die inzwischen aufgelösten Firebrand Partners, einen aktivistischen Hedge-Fonds, der über 1 Milliarde Dollar in US-Verbraucher- und Medienunternehmen investiert hatte.
Er war im Vorstand von Eddie Bauer, der New York Times Company, Gateway Computer, Urban Outfitters und der Berkeley’s Haas School of Business tätig. Galloway ist auch bekannt für seine öffentlichen Präsentationen und Vorträge im TED-Stil, genannt Winners & Losers, in denen er die Ergebnisse des Digital IQ Index von L2 präsentiert, der über 2.500 globale Marken in zahlreichen Dimensionen wie E-Commerce, Social Media und digitales Marketing bewertet. Durch das öffentliche Auftreten, seine Thesen und unternehmerische Tätigkeit wurde er in die „Global Leaders of Tomorrow“ des Weltwirtschaftsforums gewählt, das 100 Personen unter 40 Jahren auszeichnet, deren Leistungen sich auf globaler Ebene ausgewirkt haben.
Seit 2002 lehrt Galloway Markenmanagement und digitales Marketing für MBA-Studenten an der Stern School of Business der NYU im zweiten Jahr. Ebenfalls ist er Gast und Redner auf diversen Veranstaltungen und in Podcast-Formaten. Er hat zwei Söhne und lebt mit seiner Frau überwiegend in London.

## Bücher
- Scott Galloway: The Hidden DNA of Amazon, Apple, Facebook, and Google. 2017, New York, Portfolio/Penguin, ISBN 978-0-7352-1365-4.
- Scott Galloway: The Algebra of Happiness: Notes on the Pursuit of Success, Love, and Meaning. 2019, New York, Portfolio/Penguin, ISBN 978-0-593-08419-9.
- Scott Galloway: Adrift: America in 100 Charts. 2022, New York, Portfolio/Penguin, ISBN 978-0-593-54240-8.
- Scott Galloway: The Algebra of Wealth. 2024, New York, Portfolio/Penguin, ISBN 978-3-4242-0292-2.

## Belege
1. 1 2 3  Curiculum Scott Galloway – Professor of Marketing. NYU Galloway, 15. Juli 2024, abgerufen am 15. Juli 2024 (englisch).
2. 1 2  Stella-Sophie Wojtczak: Marketing-Experte Scott Galloway bei der OMR: Die größte Gefahr durch KI und 5 weitere Thesen. In: t3n. yeebase media GmbH, 8. Mai 2024, abgerufen am 15. Juli 2024.
3. 1 2 3  Christopher Beam: Is Scott Galloway the Howard Stern of the Business World? The New York Times, 2. August 2022, abgerufen am 15. Juli 2024 (englisch).
4. 1 2 3 4  CV Scott Galloway. (PDF) NYU Stern, 22. Juli 2011, abgerufen am 15. Juli 2024 (englisch).
5. ↑  Gartner enters into an agreement to acquire L2 Inc. Reuters, 6. März 2017, abgerufen am 15. Juli 2024 (englisch).
6. ↑  The Algebra of Happiness. Gartner for marketing, 10. Mai 2018, abgerufen am 15. Juli 2024 (englisch).
7. ↑  Martin Gardt: Dieser Ami ist unser Speaker-Held. In: OMR. ramp106 GmbH, 27. Juli 2015, abgerufen am 15. Juli 2024.
8. ↑  How the US Is Destroying Young People’s Future | Scott Galloway | TED. TED, 2. Mai 2024, abgerufen am 15. Juli 2024 (englisch).
9. ↑  Scott Galloway: We’re Raising The Most Unhappy Generation In History! Hard Work Doesn't Build Wealth. The Diary Of A CEO, 11. Juli 2024, abgerufen am 15. Juli 2024 (englisch).
10. ↑  All Ears Podcast. In: profgalloway.com. Scott Galloway, 24. Juni 2022, abgerufen am 15. Juli 2024 (englisch).

| Personendaten    | Personendaten                                   |
| ---------------- | ----------------------------------------------- |
| NAME             | Galloway, Scott                                 |
| KURZBESCHREIBUNG | US-amerikanischer Redner, Autor und Unternehmer |
| GEBURTSDATUM     | 3. November 1964                                |